# Affront
Ein Affront (IPA: [aˈfʁɔ̃ː], anhörenⓘ) ist eine durch Öffentlichkeit und Brüskierung in Wort oder Tat charakterisierte Beleidigung.
Das im 17. Jahrhundert entlehnte und der gehobenen Umgangssprache des 19. Jahrhunderts zugehörige auch heute noch gebräuchliche Wort ist eine Übernahme des französischen affront (dieses abgeleitet von frz. front = Stirn) und bedeutet „Beleidigung“, „Kränkung“, „Schmähung“ oder „Beschimpfung“, auch „Provokation“, „Herausforderung“ oder „Drohung“. Ursprünglich zurückgehend auf das lateinische ad frontem (ad = zu, frons = Stirn, Vorderseite), also „zur Stirn hin“, bedeutet es im übertragenen Sinn auf die Stirn schlagen; vor den Kopf stoßen.
In Adelskreisen, unter Offizieren und im Bürgertum war ein Affront ohne weiteres ein Grund, Satisfaktion zu verlangen; je nach Ehrgefühl oder Händelsuche des Brüskierten konnte vielerlei als „Affront“ aufgefasst werden. Heute spricht man von einem Affront auch bei provokantem Verhalten einzelner Staaten gegenüber der Staatengemeinschaft, etwa durch Verstoß gegen internationale Verträge oder Entscheidungen, die die Interessen eines anderen Staates berühren.
Das von Affront abgeleitete deutsche Verb affrontieren, jmd. „herausfordern“ oder „angreifen“, gilt inzwischen, ebenso wie das zugehörige Adjektiv affrontiv, als veraltet.